# Leptosiaphos fuhni
Leptosiaphos fuhni är en ödleart som beskrevs av  Perret 1973. Leptosiaphos fuhni ingår i släktet Leptosiaphos och familjen skinkar.
Artens utbredningsområde är Kamerun. Inga underarter finns listade i Catalogue of Life.